# Invasió soviètica de Polònia
La Invasió soviètica de Polònia de 1939 va ser una operació militar de la Unió Soviètica sense declaració formal de guerra, iniciada el 17 de setembre de 1939, a l'inici de la Segona Guerra Mundial, la Unió Soviètica va envair Polònia des de l'est, setze dies després de la invasió de Polònia per part de l'Alemanya nazi envaís Polònia des de l'oest. Les operacions militars posteriors van durar els 20 dies següents i van acabar el 6 d'octubre de 1939 amb la divisió bidireccional i l'annexió de tot el territori de la Segona República Polonesa per l'Alemanya nazi i la Unió Soviètica. Va suposar una important victòria per a l'Exèrcit Roig.
A inicis de 1939, la Unió Soviètica intentava formar una aliança amb el Regne Unit, França, Polònia i Romania, per a fer front a l'Alemanya nazi, però es presentaren diverses dificultats, com la negativa romanesa i polonesa a permetre el trànsit de les tropes soviètiques a través dels seus territoris com a forma de seguretat col·lectiva. Davant l'absència d'avanços en les negociacions, els soviètics van canviar radicalment la seva estratègia, signant el 23 d'agost de 1939 el Pacte Ribbentrop-Molotov amb l'Alemanya nazi. Conseqüentment, l'1 de setembre els alemanys van envair l'oest polonès, mentre que els soviètics travessarien la frontera el 17. El govern soviètic anuncià que actuava per a protegir els ucraïnesos i belarussos que habitaven a la Polònia oriental, a causa del col·lapse de l'administració polonesa després de la invasió nazi. Segons els soviètics, el govern polonès ja no podia assegurar la seguretat dels seus ciutadans.
L'Exèrcit Roig va assolir ràpidament els seus objectius, car sobrepassava en xifres als defensors polonesos. Uns 230.000 soldats polonesos (tot i que algunes estimacions ho eleven fins a 452.000) van ser fets presoners de guerra. El govern soviètic s'annexionà el nou territori, posant-lo sota el seu control i declarant al novembre d'aquell mateix any que 13 milions i mig de ciutadans polonesos, residents a la zona annexionada, passaven a ser ciutadans soviètics. Els soviètics van contrarestar l'oposició mitjançant execucions i detencions. Centenars (o milers, segons les estimacions) de detinguts van ser enviats a Sibèria i a altres zones remotes de la Unió Soviètica en quatre sèries de deportacions produïdes entre 1939 i 1941.
La invasió soviètica, que el Politburó va anomenar "campanya d'alliberament", va permetre la incorporació de milions de polonesos, ucraïnesos i belarussos a les Repúbliques Socialistes Soviètiques d'Ucraïna i Belarús. Durant l'existència de la República Popular de Polònia (1945-1989), aquest afer va ser considerat com un tema delicat, arribant a ser tabú i omès de la història oficial amb l'objectiu de preservar la il·lusió de l'amistat eterna entre els membres del Bloc de l'Est.

## Preludi

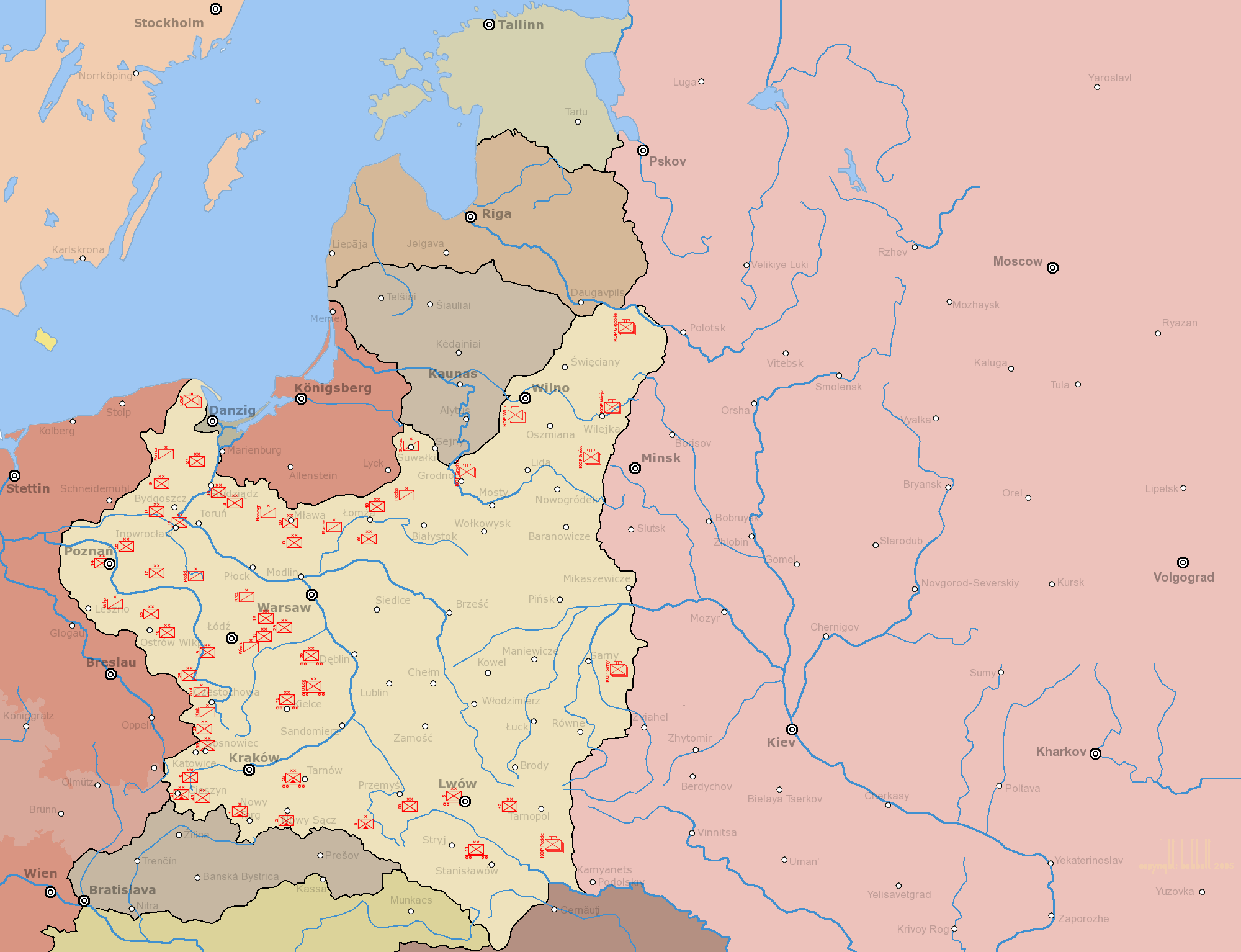
Distribució de les defenses poloneses el dia 1 de setembre de 1939, data d'inici de la invasió alemanya. La major part d'elles es trobaven a la frontera alemanya, la qual cosa facilità la penetració soviètica des de l'est

Al final de la dècada dels 30, la Unió Soviètica pretenia formar una aliança contra Alemanya amb el Regne Unit, França i Polònia. Les negociacions, això no obstant, van ser difícils. Els soviètics insistien en la creació d'una esfera d'influència que s'estengués des de Finlàndia fins a Romania i van demanar ajut militar, no només per a actuar contra qualsevol país que els ataqués directament, sinó que també contra qualsevol organització que ataqués als països de dita esfera d'influència. Des de l'inici de les negociacions amb França i Gran Bretanya, la Unió Soviètica demandà el seu dret a ocupar els Estats Bàltics (Estònia, Letònia i Lituània). Finlàndia també hauria d'incloure's en el cercle d'influència soviètica, i els soviètics finalment van reclamar el seu dret a actuar a tots aquests països, així com a Romania, quan la seva seguretat es veiés amenaçada. Els governs de tots aquests països van rebutjar la proposta, car pressentien que si l'Exèrcit Roig envaïa el seu territori, ja mai no l'abandonaria, com així va assenyalar el ministre d'exteriors polonès Józef Beck. La Unió Soviètica deixà de confiar en britànics i francesos per a mantenir la seguretat col·lectiva des que aquests van rebutjar ajudar la República Espanyola contra els sublevats durant la Guerra Civil Espanyola, o quan van rebutjar ajudar Txecoslovàquia de l'Alemanya Nazi a Múnic. D'igual manera, sospitaven que els aliats occidentals preferien que la Unió Soviètica s'enfrontés a Alemanya per ella mateixa, mentre que ells observaven la situació. A la vista d'aquests interessos divergents, els soviètics abandonaren el diàleg i reprengueren les converses amb Alemanya.

Divisió d'Europa planejada i duta a terme finalment, d'acord amb el Tractat Molotov-Ribbentrop, amb els ajustos posteriors.

El 23 d'agost de 1939, la Unió Soviètica signà el Pacte Ribbentrop-Molotov amb l'Alemanya Nazi, sorprenent a tothom. Ambdós governs anunciaren que l'acord era un simple tractat de no-agressió; però en un apèndix secret també van acordar repartir-se Polònia entre ells i dividir l'Europa Oriental entre les esferes d'influència soviètica i germana. El Pacte Ribbentrop-Molotov, que ha estat descrit com una llicència per a la guerra, va ser un factor clau en la decisió de Hitler d'envair Polònia.
El tractat atorgà als soviètics un espai defensiu addicional a l'oest. També els oferí la possibilitat cedits a Polònia vint anys abans, i així unir als pobles ucraïnesos i belarussos occidentals i orientals sota un govern soviètic i, per primer cop, sota un mateix estat. Stalin, a més, veia avantatges en cas que es declarés una nova guerra a l'Europa Occidental, car els seus enemics ideològics es debilitarien entre ells i així s'obririen noves regions per a l'avanç del comunisme.
Poc després que els alemanys envaïssin Polònia l'1 de setembre de 1939, els líders nazis començaren a animar als soviètics a jugar la seva part del Pacte Ribbentrop-Molotov perquè envaís la part oriental de Polònia. L'ambaixador alemany a Moscou, Friedrich Werner von der Schulenburg, i el ministre d'Afers Exteriors soviètic Mólotov, van intercanviar una sèrie de comunicats diplomàtics sobre l'afer.
| « | Llavors, Mólotov vingué al costat polític de l'afer i declarà que el Govern Soviètic havia tingut la intenció d'aprofitat l'oportunitat de l'avanç de tropes alemanyes sobre Polònia per declarar que Polònia es desfeia i que era necessari que la Unió Soviètica, en conseqüència, acudís en ajut dels ucraïnesos i belarussos "amenaçats" per Alemanya. Aquest argument havia de fer que la intervenció de la Unió Soviètica fos admissible des del punt de vista de les masses i, al mateix temps, evitar que la Unió Soviètica tingués aspecte d'agressor | » |
| — Friedrich Werner von der Schulenburg, ambaixador alemany a Moscou, en un telegrama al Ministeri d'Afers Exteriors alemany, Moscou, 10 de setembre de 1939 | |   |

Els soviètics van retardar la seva intervenció per diversos motius: es trobaven ficats en una sèrie de disputes frontereres amb Japó, necessitaven temps per a mobilitzar a l'Exèrcit Roig i veien un avantatge diplomàtic en esperar que Polònia es desintegrés abans de realitzar cap mena de moviment. El 17 de setembre de 1939, Mólotov declarà a la ràdio que tots els tractats existents entre la Unió Soviètica i Polònia havien quedat anul·lats perquè el govern polonès havia abandonat el seu poble i havia deixat d'existir de forma efectiva. Aquell mateix dia, l'Exèrcit Roig travessà la frontera polonesa, començant la invasió del país.

## La campanya militar
L'Exèrcit Roig penetrà per la regió de Kresi, a l'est de Polònia, amb 7 exèrcits formats per entre 450.000 i 1.000.000 de soldats. Aquests exèrcits estaven agrupats en 2 Fronts Soviètics: el Front Belarús, dirigit per Mikhail Kovaliov i el Front Ucraïnès, comandat per Semion Timoixenko. Fins a aquell moment, els polonesos no havien aconseguit defensar les seves fronteres occidentals, i en resposta a les incursions alemanyes, havien llançat una contraofensiva de certa importància a Bzura. L'Exèrcit Polonès tenia originàriament un pla defensiu ben desenvolupat per a combatre una possible invasió soviètica, però no estaven preparats per a fer front a dues invasions simultànies. En el moment en què els soviètics van envair el país, els comandants polonesos ja havien enviat a la major part de les seves tropes a l'oest per a enfrontar-se als alemanys, deixant l'est sota una protecció simbòlica formada per 20 batallons, compostos per 20.000 soldats de defensa fronterera (Korpus Ochrony Pogranicza, sota la direcció del general Wilhelm Orlik-Rueckemann)
En iniciar-se la invasió, el comandant en cap polonès, Mariscal de Polònia Edward Śmigły-Rydz ordenà a les forces frontereres que resistissin davant l'envestida soviètica. Després canvià de postura, després de consultar amb el Primer Ministre Felicjan Slawoj Skladkowski, ordenant retrocedir i limitar els atacs en cas de defensa pròpia.
| «                                                                                  | Els soviètics han entrat. Ordeno un replegament general cap a Romania i Hongria per la ruta més curta. No lluiteu contra els bolxevics llevat que us assaltin o intentin desarmar les vostres unitats. Les tasques defensives de Varsòvia i d'altres ciutats que havien de defensar-se dels atacs alemanys queden sense canvis. Les ciutats amenaçades pels bolxevics haurien de negociar la qüestió de retirar la guarnició cap a Hongria o Romania. | » |
| — Edward Smigly-Rydz, Comandant en Cap de l'Exèrcit Polonès 17 de setembre de 1939 | |   |

Aquestes ordres contradictòries van portar a la confusió, i quan l'Exèrcit Roig atacà les unitats poloneses esclataren diverses batalles de forma inevitable. La resposta dels no-polonesos ètnics a la situació comportà una nova complicació. En alguns casos, ucraïnesos, belarussos i jueus aplaudiren l'entrada de les tropes soviètiques, considerant-les alliberadores. L'Organització dels Nacionalistes Ucraïnesos s'aixecà contra els polonesos, i partisans comunistes organitzaren revoltes locals, com per exemple a Skidel.
El pla original de replegament dels militars polonesos consistia a retirar-se i reagrupar-se als voltants de la frontera romanesa. La idea era adoptar posicions defensives allà i esperar l'atac promès pels francesos i els britànics a l'oest. Aquest pla suposava que Alemanya es veuria obligada a limitar les seves operacions a Polònia per poder combatre en un segon front. Els aliats esperaven que les forces poloneses podrien resistir durant diversos mesos, però l'atac soviètic va convertir instantàniament aquesta estratègia en obsoleta.
Els caps militars i polítics polonesos sabien que estaven perdent la guerra contra l'Alemanya Nazi abans i tot de què la invasió soviètica convertís la derrota en inevitable. No obstant això, van rebutjar rendir-se o negociar la pau amb Alemanya. En canvi, el govern polonès demanà a totes les seves unitats militars que evacuessin Polònia i es reunissin de nou a França. El mateix govern es desplaçà fins a Romania la mitjanit del 17 de setembre de 1939 pel pas fronterer de Zalischyky. Algunes unitats poloneses van seguir maniobrant al sud-est de Polònia, suportant atacs alemanys a un costat, mentre que per l'altre s'enfrontaven als soviètics. Durant els dies que van seguir a l'ordre d'evacuació, els alemanys van derrotar els polonesos a la batalla de Tomaszów Lubelski, que es produí entre el 17 i el 20 de setembre.

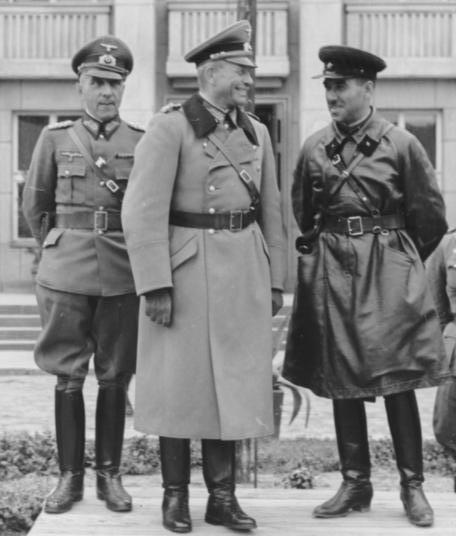
El general alemany Heinz Guderian i el soviètic Semió Krivoixein durant la desfilada conjunta a Brest.

Les unitats soviètiques sovint es trobaven que els alemanys avançaven des de la direcció oposada. Van succeir diversos exemples notables de cooperació entre ambdues forces. La Wehrmacht capturà la Fortalesa de Brest amb l'ajut de la 29a Brigada de tancs soviètica, després de la batalla de Brest Litovsk, el 17 de setembre. El General alemany Heinz Guderian i el soviètic Semió Krivoixein van portar a terme una desfilada conjunta després de capturar Brest. Lviv (o Lwów) es va rendir el 22 de setembre, uns dies després que els alemanys haguessin lliurat el comandament de les operacions a la zona dels soviètics. Forces soviètiques van capturar Wilno el 19, després de dos dies de combats. El 24 de setembre van capturar Goradnia després de quatre dies de combats. Cap al 28, l'Exèrcit Roig ja havia arribat fins a la línia dels rius Narew, Buh Occidental, Vístula i San, que formaven la frontera acordada prèviament amb els nazis.
Tot i la victòria tàctica polonesa a Szack el 28 de setembre, la derrota polonesa ja estava fora de tot dubte. Voluntaris civils, milícies i unitats reorganitzades es van replegar cap a Varsòvia. La Fortalesa Modlin, al nord de la ciutat, es rendí el 29, després d'una intensa batalla de setze dies. L'1 d'octubre, tropes soviètiques van conduir a unitats poloneses fins als boscos, a la batalla de Wytyczno, una de les darreres confrontacions directes de la campanya.
Diverses guarnicions poloneses aïllades van aconseguir mantenir les seves posicions durant molt de temps abans de ser finalment vençudes, sent la darrera unitat en rendir-se el Grup Independent Operatiu "Polesie" (Samodzielna Grupa Operacyjna "Polesie"), del general Franciszek Kleeberg Polesie. Kleeberg es rendí el 6 d'octubre, després de lluitar durant 4 dies a Kock, prop de Lublin, finalitzant així la Campanya de Setembre. Els soviètics en sortien victoriosos. El 31 d'octubre, Mólotov presentà un informe al Soviet Suprem: "Un cop curt de l'Exèrcit Alemany, i posteriorment un altre de l'Exèrcit Roig han estat suficients per anihilar aquesta lletja criatura del Tractat de Versalles".

## La reacció aliada
La reacció de la Gran Bretanya i França a la invasió de Polònia va ser el silenci, car no desitjaven cap mena de confrontació amb els soviètics en aquells moments. Sota els termes de l'aliança militar anglo-polonesa del 25 d'agost de 1939, els britànics havien promès assistència militar a Polònia si aquesta era atacada per una potència europea. Però quan l'ambaixador polonès Edward Raczynski recordà al ministre d'exteriors britànic E.F.L. Wood el tractat signat, aquest li declarà taxativament que no seria una bona empresa per al Regne Unit declarar la guerra a la Unió Soviètica. El Primer Ministre Neville Chamberlain considerà fer públic un compromís de restaurar l'estructura de l'Estat Polonès, però finalment tot quedà en unes declaracions de condemna general.
Els francesos també havien adquirit compromisos amb Polònia, incloent la provisió d'ajut aeri, i aquests tampoc no van ser complerts. Una vegada que els soviètics havien envaït Polònia, tant francesos com britànics van decidir que no hi havia res que poguessin fer per Polònia a curt termini, de manera que van iniciar a planificar una victòria a llarg termini. Els francesos havien avançat de manera provisional pel Sarre a inicis de setembre, però després de la derrota polonesa, es retiraren fins al darrere de la Línia Maginot. Molt polonesos van indignar-se davant de la manca de suport dels seus aliats occidentals, creant-se un sentiment de traïció entre els polonesos.

## Conseqüències
L'octubre de 1939, Mólotov informà el Soviet Suprem que la invasió havia provocat un total de 737 morts i 1.862 ferits soviètics, tot i que les xifres poloneses augmenten aquestes xifres fins a 3.000 morts i entre 8.000 i 10.000 ferits. A l'altre costat, entre 6.000 i 7.000 polonesos van morir durant els enfrontaments amb l'Exèrcit Roig, sent fets presoners entre 230.000 i 450.000 homes. Els soviètics solien fer cas omís dels termes de les rendicions. En alguns casos van arribar a prometre als soldats polonesos la llibertat en cas de rendició, però acabaven detenint-los només deposar les armes.
La Unió Soviètica havia deixat de reconèixer oficialment a l'Estat Polonès en iniciar la invasió. Com a resultat, ambdós estats mai no es declararen la guerra de forma oficial i, per tant, els soviètics no tractaren als presoners militars polonesos com a presoners de guerra, sinó com a rebels contra el nou govern de la Ucraïna i la Belarús occidental. Els soviètics van matar a desenes de milers de presoners polonesos. Alguns van ser executats en plena campanya, com el Józef Olszyna-Wilczynski, que va ser capturat, interrogat i assassinat el 22 de setembre. El 24, els soviètics van matar a 42 persones, entre personal i pacients d'un hospital militar polonès al poble de Grabowiec, prop de Zamość. Els soviètics també van executar a tots els oficials polonesos capturats després de la batalla de Szack, el 28 de setembre de 1939. Més de 20.000 persones, tant militars com civils polonesos, van morir a la Massacre de Katyn.
Els polonesos i els soviètics van restablir les seves relacions diplomàtiques el 1941, seguint el Pacte Sikorski-Mayski, però els soviètics tornaren a trencar-les el 1943 després que el govern polonès demanés un examen independent de les fosses comunes descobertes al bosc de Katyn. Llavors, el govern soviètic pressionà als Aliats Occidentals perquè reconeguessin al govern titella pro-soviètic de Wanda Wasilewska a Moscou.
El 28 de setembre de 1939, la Unió Soviètica i Alemanya van modificar en secret els terminis del Pacte Ribbentrop-Molotov. Van passar Lituània al cercle d'influència soviètic i van desplaçar la frontera polonesa cap a l'est, donant un territori major a Alemanya. Amb aquest acord, anomenat la Quarta Partició de Polònia, l'URSS es quedà amb tot el territori polonès situat a l'est de la línia dels rius Pisa, Narew, Buh Occidental i San. Això li proporcionava un total de 200.000 kilòmetres quadrats, habitats per tretze milions i mig de ciutadans polonesos.
L'Exèrcit Roig havia sembrat la confusió entre la gent del lloc en assegurar que arribaven per salvar a Polònia dels nazis. El seu avanç va sorprendre els polonesos i als seus líders, que no havien rebut informació sobre com respondre davant d'una invasió soviètica. Alguns ciutadans polonesos i jueus potser haurien preferit en principi un règim soviètic a un de nazi. No obstant això, els soviètics aviat van imposar la seva ideologia ràpidament a la vida del país, confiscant i nacionalitzant totes les empreses tant de titularitat pública com estatal. Durant els dons anys que seguiren a la invasió i annexió de Polònia, els soviètics van arrestar a uns 100.000 ciutadans polonesos, i en van deportar entre 350.000 i 1.500.000 més, dels quals en van morir entre 250.000 i 1.000.000, la majoria d'ells, civils.

## Territoris polonesos annexionats per l'URSS
Dels tretze milions i mig de civils que vivien als territoris annexionats per la Unió Soviètica, els polonesos eren el major grup ètnic, però els belarussos i els ucraïnesos, en conjunt, representaven la meitat de la població. L'annexió no donà pas a la Unió Soviètica el control de totes les àrees on vivien els belarussos i els ucraïnesos, car algunes d'elles es quedaren a la zona alemanya degut el moviment de la frontera cap a l'est. De tota mena, la Unió Soviètica aconseguí unir la major part d'ambdós pobles, expandint les Repúbliques de Belarús i Ucraïna.
El 26 d'octubre de 1939 se celebraren unes "eleccions" a les assemblees de Belarús i Ucraïna per a donar una aparença de legalitat. Els belarussos i ucraïnesos residents a Polònia havien estat alineats per la política de polonització del Govern de Varsòvia i per la repressió contra els moviments separatistes, i per la qual cosa sentien poca lleialtat cap a l'estat polonès; però no tots veieren amb bons ulls la seva incorporació a l'URSS, car recordaven la fam d'Ucraïna d'inicis de la dècada dels 30. En general, mentre que els pobres reberen bé als soviètics, les elits van tendir a formar part de l'oposició, tot i donar suport a la reunificació.
Els soviètics van introduir ràpidament polítiques de sovietització a Belarús i a Ucraïna Occidental, incloent col·lectivitzacions massives en la totalitat de la regió. Durant el procés, eliminaren implacablement els partits polítics i les associacions públiques, arrestant als seus líders sota l'acusació "d'enemics del poble". Les autoritats també van suprimir l'Organització dels Nacionalistes Ucraïnesos, de caràcter anti-polonès i que portava resistint activament contra l'estat polonès des de la dècada dels 20. Tot i el canvi de règim, els nacionalistes ucraïnesos van seguir aspirant a un estat ucraïnès independent i unificat. Les unificacions de 1939 van ser, malgrat tot, un succés decisiu a la història d'Ucraïna i de Belarús perquè van assentar la base territorial amb la qual ambdues repúbliques arribarien a la independència el 1991 després de la dissolució de la Unió Soviètica.

### Censura
Els censors soviètics van suprimir molts dels detalls de la invasió de 1939 i de les seves conseqüències. El Politburó va qualificar l'operació com una "campanya d'alliberament", i posteriorment les institucions i publicacions soviètiques no van variar aquesta postura. El 30 de novembre de 1939, Stalin assegurà que no era Alemanya qui havia atacat a França i al Regne Unit, sinó que eren França i el Regne Unit els qui havien atacat a Alemanya. Al març de 1940, Mólotov va assegurar que Alemanya havia tractat de negociar la pau, però que la seva proposta havia estat rebutjada pels "imperialistes anglo-francesos". Tots els governs soviètics posteriors van negar l'existència d'un protocol secret al Pacte Mólotov-Ribbentrop, però quan aquest document va ser "trobat" als arxius soviètics el 1989, es donà a conèixer tota la veritat. La censura també s'aplica a la República Popular de Polònia per a mantenir la imatge d'amistat Soviètico-Polonesa, promoguda per ambdós governs comunistes. La política oficial només admetia que la campanya de 1939 serví per unir als pobles ucraïnès i belarús i per a alliberar els polonesos del "capitalisme oligàrquic". Les autoritats van desanimar qualsevol estudi profund sobre la matèria; però malgrat això, diverses publicacions encobertes (conegudes en polonès com Bibuła) van aprofundir la qüestió, com van fer d'altres mitjans de comunicació.